# گورنگا بیاشنیتسا
گورنگا بیاشنیتسا (به صربی: Gornja Bejašnica) یک روستا در صربستان است که در پروکوپلیه واقع شده‌است. گورنگا بیاشنیتسا ۳۰ نفر جمعیت دارد.